# Kennalestes
Kennalestes — вимерлий рід комахоїдних ссавців, схожих на землерийку, описаний у 1968 році. Типовим видом є K. gobiensis, і він був звичайним ссавцем у Монголії протягом крейдяного періоду, знайдений як у формації Bayan Mandahu, так і у формації Дядохта. Його знайшли в Монголії в кампані, тому він міг стати жертвою таких хижаків, як Velociraptor, Oviraptor і Archaeornithoides.